# Centrale nucleare di Hunterston
La centrale nucleare di Hunterston è una centrale elettronucleare inglese situata presso la città di Largs, nell'Ayrshire Settentrionale, in Scozia. L'impianto è composto da due distinte sezioni, denominate Hunterston A e Hunterston B. Il primo è composto da due reattori Magnox da 300MW di potenza netta, chiusi nel 1990, la seconda è composta da 2 reattori AGR da 860 MW di potenza netta, di cui si prevede la chiusura nel 2023.